# Convento de San Antonio (Río de Janeiro)
El Convento de San Antonio (en portugués, Convento de Santo Antônio) es un monasterio católico de la Orden de Frailes Menores de la Primera Orden de San Francisco. Se encuentra en lo alto del morro de San Antonio y su fachada da al Ancho de la Carioca, en el barrio Centro de Río de Janeiro, en Brasil. Junto con la vecina iglesia de la Orden Tercera de San Francisco de la Penitencia es uno de los más antiguos e importantes conjuntos coloniales de la ciudad.

## Histórico y descripción

### Orígenes
La historia del Convento de San Antonio comienza en 1592, cuando llegaron los primeros frailes franciscanos a Río de Janeiro, que se instalaron provisionalmente junto a la Playa de Santa Lucía. Poco tiempo después, los franciscanos construyeron una pequeña ermita en la cima de una colina, actualmente conocida como Morro de San Antonio. En 1607, les fue concedida su posesión definitiva y comenzaron a construir el convento en 4 de junio de 1608. 
El autor del primer proyecto fue Francisco de Santos, pero varios otros religiosos-arquitectos franciscanos intervinieron en la obra. La primera misa se celebró el 7 de febrero de 1615 con la iglesia en construcción. Solo en 1620 fue terminado el conjunto. Entre 1748 y 1780, el convento tuvo su primera ampliación, ganando un segundo piso, donde se instalarían más frailes de la orden.
En la cima de la colina había un pantano, posteriormente bautizado de Laguna de San Antonio, que fue drenado en 1679 por iniciativa de los propios franciscanos que sufrían con el mal olor y la proliferación de mosquitos. El camino para la evacuación de las aguas acabaría por convertirse en la Calle de la Vala, actual Calle Uruguaiana. 

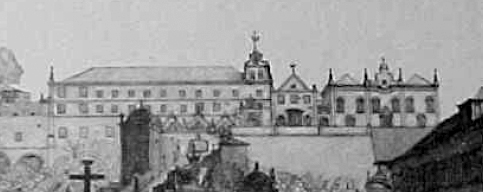
Detalle de un dibujo de Debret mostrando el Convento de San Antonio en 1822. La iglesia del convento todavía tenía el frontón triangular.

### Iglesia

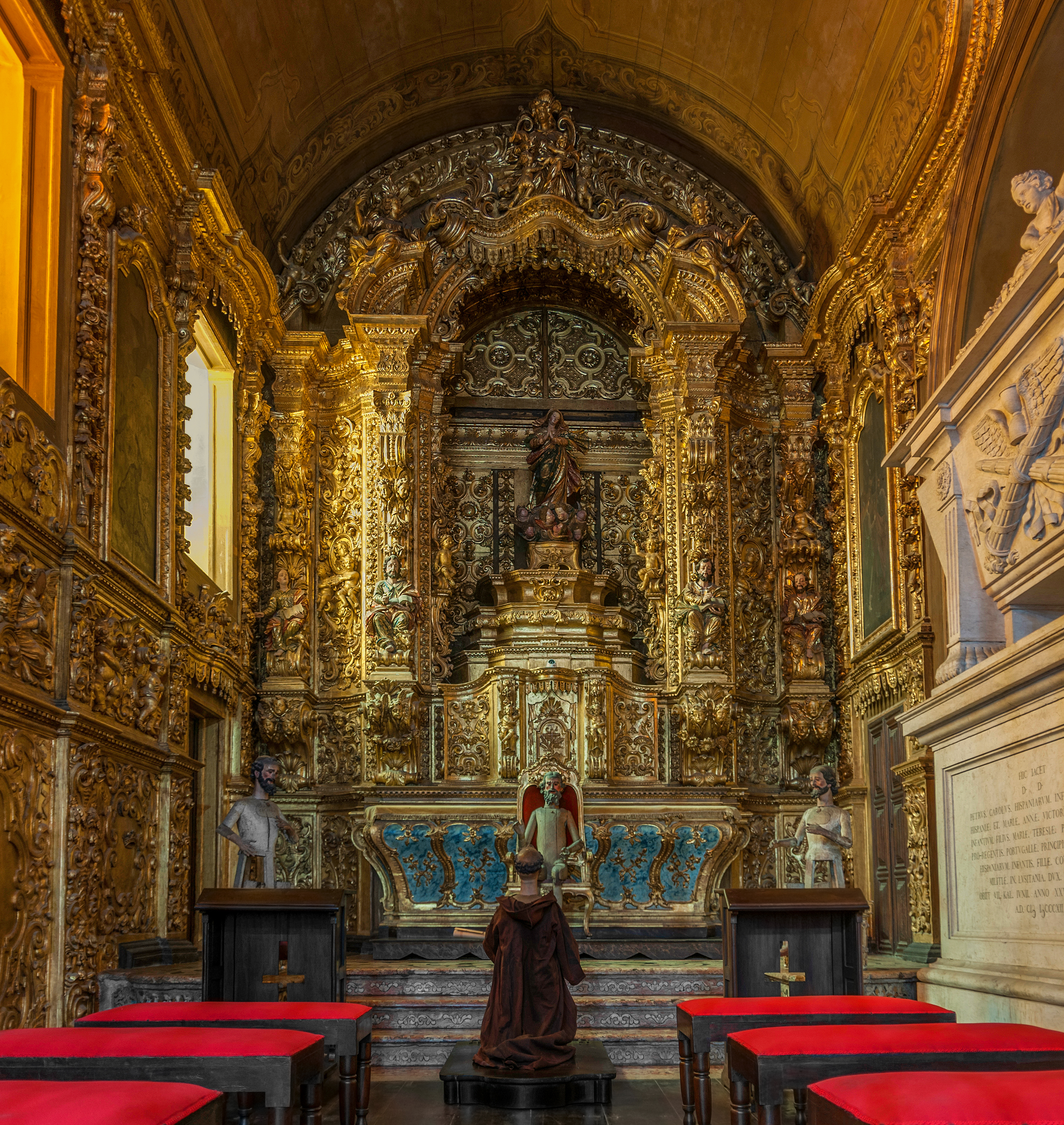
Altar lateral derecho y sepultura del infante Pedro Carlos de Borbón.

Entre 1697 y 1701, se amplió la fachada de la iglesia del convento fue ampliada, contando ahora con una galilee con tres arcos de entrada. En la segunda mitad del siglo XVIII estos fueron sustituidos por portales barrocos esculpidos en piedra de lioz. Los portales son coronados por tres ventanas, por su parte coronadas por un frontón con recortes contracurvados.
Ese frontón de estilo neocolonial fue introducido durante una reforma de la década de 1920, y recientemente fue deshecho para la recuperación del frontón triangular original, de tipo manieirista – como de hecho eran los frontones de los templos más antiguos de la ciudad, como los de las iglesias de Santo Ignacio (demolida) y del Monasterio de San Benito. En 1649, fue concluido el muro que cercaba el convento.
El interior de la iglesia es sencillo y tradicional, de forma rectangular y con una sola nave. La capilla principal y los altares laterales tienen talla dorada del periodo entre 1716 y 1719, de estilo barroca tardío, más típica del siglo XVII que del XVIII. El altar principal, con una imagen de San Antonio, tiene las típicas columnas retorcidas (salomónicas) y arcos concéntricos de cargada decoración. 
Las paredes y el techo de la capilla son totalmente cubiertos de talla y poseen paneles pintados que cuentan la vida de San Antonio, formando un bello conjunto. Del lado derecho de la iglesia está la capilla de la Orden Tercera de San Francisco, con talla más tardía. En el subcoro, junto a la entrada de la iglesia, hay una serie de curiosos bustos de los Dieciocho Mártires de Japón, en memoria de los frades franciscanos martirizados el siglo XVII en aquel país.
Hay, también, dos imágenes de terracota del siglo XVII que representan el nacimiento y la muerte de San Francisco de Asís.

### El convento
El convento fue muy alterado y ampliado al largo del tiempo, siendo esencialmente un edificio de la segunda mitad del siglo XVIII, aunque la mayor parte de las modificaciones haya sido realizada el siglo XX. La extensa fachada volcada para el Ancho de la Carioca tiene varias ventanas de forma casi cuadrada, muy espaciadas, que indican la antigüedad del edificio. Un enorme cunhal de cantaría, en la esquina del convento, es encimado por un gran pináculo. En el interior hay un claustro, de planta cuadrada, que los frailes siguen usando.

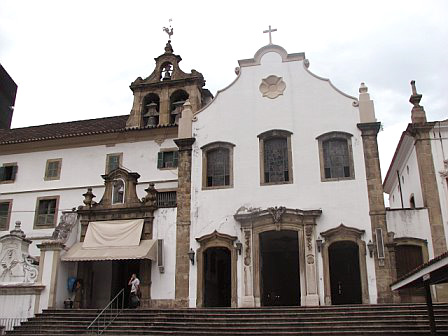
Fachada del convento e iglesia de San Antonio.

El más notable del convento es la sacristía del siglo XVII, construida alrededor de 1714 y considerada de más bella de Río de Janeiro. Poco se sabe sobre los autores de las obras de la sacristía, decorada con armarios entallados, azulejos portugueses, techo con molduras barrocas y pinturas sobre San Antonio, piso con mosaicos de mármol portugués y una magnífica cajonera de madera de jacarandá, entallado y firmado por el portugués Manuel Alves Setúbal en 1745. 
Cerca de la sacristía, se encuentra otra magnífica pieza: un lavabo portugués esculpido en mármol de Estremoz. Esta sala actualmente guarda una mesa de jacarandá de estilo manuelino que perteneció a Francisco de Santa Teresa de Jesús Sampaio, uno de los próceres de la Independencia de Brasil. Sobre esta mesa fue redactada la declaración leída por el príncipe regente Pedro en la que juró permanecer en Brasil después de ser convocado a retornar Portugal, el 9 de enero de 1822.

### Catacumbas y mausoleo

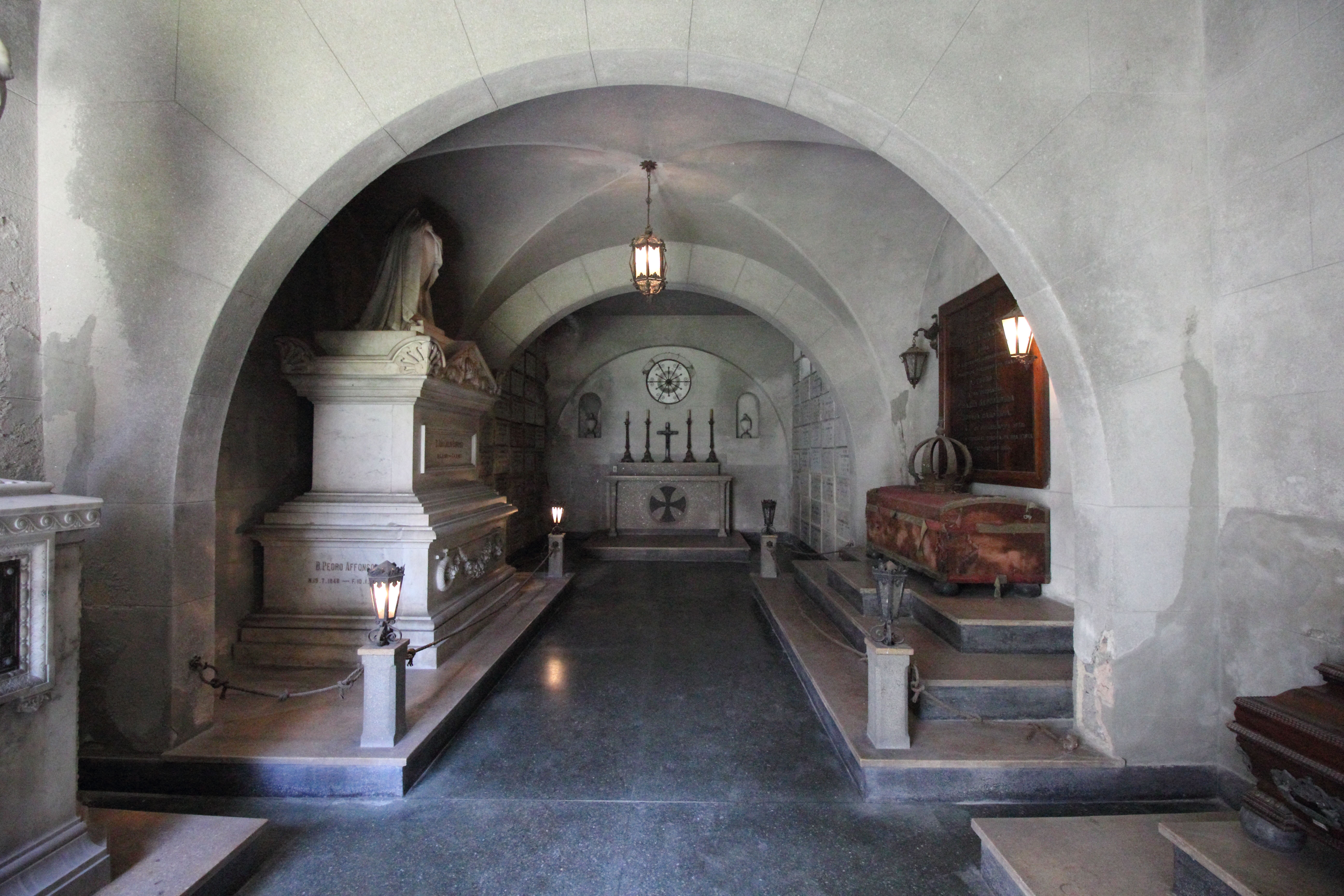
Vista de las catacumbas del convento.

En el convento están sepultados los religiosos Fabiano de Cristo y Francisco de Mont'Alverne, además de incontables hermanos que allá habitaron. Las catacumbas están en un patio en los fondos de construcción, junto al mausoleo de los infantes de la Familia Imperial Brasileña: el Príncipe de la Riba João Carlos Borromeu; los príncipes imperiales Pedro Afonso y Afonso Pedro (hijos de Pedro II y de Teresa Cristina; princesas Paula Mariana y María Amélia (hijas de Pedro I con la emperatriz Leopoldina y la emperatriz Amélia, respectivamente y Luisa Victoria de Orleans y Braganza (hija nacida muerta de la Princesa Isabel y del Conde d'Eu). Junto al altar derecho de la Iglesia se conserva el túmulo de Pedro Carlos de Borbón, sobrino y genro de Juan VI y príncipe de España y Portugal.